# Brave (Jennifer Lopez-album)
Brave är det femte studioalbumet på engelska, men det sjätte totalt, av den amerikanska sångerskan Jennifer Lopez. Albumet släpptes den 4 oktober 2007.

## Låtlista
1. "Stay Together" – 3:31
2. "Forever" – 3:38
3. "Hold It Don't Drop It" – 3:55
4. "Do It Well" – 3:05
5. "Gotta Be There" – 3:57
6. "Never Gonna Give Up" – 4:21
7. "Mile In These Shoes" – 3:16
8. "The Way It Is" – 3:07
9. "Be Mine" – 3:20
10. "I Need Love" – 3:52
11. "Wrong When You're Gone" – 3:58
12. "Brave"  – 4:21

## Singlar
- Do It Well (21 augusti 2007)
- Hold It, Don't Drop It (14 januari 2008)